# Wacław Ekielski
Wacław Ekielski pseud. Bosy, Ignac (ur. 4 sierpnia 1890 w Żyrardowie, zm. 26 czerwca 1957 w Łodzi) – polski robotnik, urzędnik, działacz komunistyczny.

## Życiorys
Syn Juliana, w 1904 skończył szkołę podstawową i został uczniem stolarskim, później stolarzem. XII 1905 aresztowany na 6 tygodni za udział w strajku terminatorów, po zwolnieniu przeniósł się do Warszawy, gdzie wstąpił do Socjaldemokratycznego Związku Zawodowego Robotników Przemysłu Drzewnego. Od 1907 w Łodzi, gdzie nadal był stolarzem i działał w związkach zawodowych, 1909–1912 w Sosnowcu, skąd po strajku w fabryce mebli ubył do Krakowa, gdzie wstąpił do SDKPiL. 1914 został wydalony z Galicji i odstawiony do granicy z Królestwem Polskim przez władze austriackie. Ponownie osiadł w Łodzi, a VIII 1914 wyjechał do Piotrogrodu, gdzie pracował m.in. w fabryce samolotów. 1915 był jednym z przywódców strajku w tej fabryce, po czym w obawie przed represjami wyjechał do Mikołajowa, gdzie pracował w zakładach budowy okrętów. Z tych samych powodów 1916 przeniósł się do Symferopola na Krymie, gdzie również pracował w fabryce samolotów. 1917 był współorganizatorem symferopolskiej grupy SDKPiL, od IV 1917 członek Rady Delegatów Robotniczych i Żołnierskich (RDRiŻ) w Symferopolu. Brał udział w obradach pierwszej konferencji bolszewickich organizacji guberni taurydzkiej 15 X 1917 w Symferopolu. W 1918 uczestniczył w walkach na Krymie przeciw wojskom antykomunistycznym. XI 1918 wrócił do kraju i został funkcjonariuszem SDKPiL, a potem KPRP w Warszawie. Brał udział w I (założycielskim) Zjeździe KPRP/KPP. I 1919 oddelegowany przez władze partyjne do Sosnowca do pracy w Radzie Delegatów Robotniczych (RDR), od 22 I 1919 członek Komitetu Wykonawczego RDR Zagłębia Dąbrowskiego. Członek Komitetu Okręgowego (KO) KPRP w Zagłębiu. Niedługo potem odwołany przez KC KPZP do Warszawy, VI 1919 aresztowany na IV Naradzie Większych Rad Delegatów Robotniczych i Chłopskich (RDRiCH) i uwięziony na Mokotowie, później w Białymstoku. Zwolniony w 1920, przeniósł się do Łodzi, gdzie był członkiem KO KPRP i Komitetu Łódzkiego (KŁ) KPRP. 18 II 1921 aresztowany wraz z całym KŁ i 3 XII 1921 skazany na 4 lata więzienia, po apelacji 7 VII 1922 zwolniony z braku dowodów obciążających. Później działał w związkach zawodowych robotników drzewnych. W 1924 zaprzestał aktywnej działalności w partii komunistycznej, był stolarzem w Zarządzie Miejskim w Łodzi. 1934–1939 w Warszawie, 1939 wrócił do Łodzi. W 1944 aresztowany przez gestapo i osadzony w obozie Mauthausen-Gusen, skąd wrócił VI 1945. Wstąpił do PPR, potem PZPR. 1945–1956 pracował w Łodzi najpierw w Lotniczych Warsztatach Doświadczalnych, potem był dyrektorem Miejskiego Przedsiębiorstwa Produkcji Pomocniczej. Równocześnie wiceprzewodniczący Miejskiej Rady Narodowej (MRN) i (od 1949) sekretarz Zarządu Związku Zawodowego Pracowników Samorządowych i Instytucji Użyteczności Publicznej w Łodzi. Od 1956 na emeryturze. Odznaczony Srebrnym Krzyżem Zasługi (1947) i Medalem 10-lecia Polski Ludowej (1955). Pochowany na cmentarzu Doły.